# めざまし新聞
『めざまし新聞』（めざまししんぶん）とは、フジテレビで2003年1月6日から2003年3月28日まで生放送された早朝の情報番組。

## 概要
前番組『めざまし天気』のリニューアル版。その日の朝刊からの記事紹介を中心に放送、放送時間は4:30 - 5:25（JST）。東海テレビ放送とテレビ西日本では5:00 - 5:25の部分をネット。
番組テーマ曲はhiroが歌う「sun light」。
同年4月からは『めざまし新聞for BIZ』にリニューアルされた。

## 出演者
牧原・福元以外は『めざまし新聞for BIZ』にも引き続き出演している。
月 - 水曜
- 勝恵子（『めざまし天気』から続投）
- 牧原俊幸（同上）
- 梅津弥英子（同上。木・金曜担当から変更）

木・金曜
- 松尾紀子
- 渡邉卓哉（『めざまし天気』から続投）
- 福元英恵（同上。月 - 水曜担当から変更）

| フジテレビ系 平日早朝の情報番組枠 | フジテレビ系 平日早朝の情報番組枠 | フジテレビ系 平日早朝の情報番組枠 |
| 前番組                            | 番組名                            | 次番組                            |
| --------------------------------- | --------------------------------- | --------------------------------- |
| めざまし天気                      | めざまし新聞                      | めざまし新聞for BIZ               |